# Andréi Shliapnikov
Andréi Shliapnikov (Unión Soviética, 8 de septiembre de 1959) es un atleta soviético retirado especializado en la prueba de 60 m, en la que consiguió ser medallista de bronce europeo en pista cubierta en 1981.

## Carrera deportiva
En el Campeonato Europeo de Atletismo en Pista Cubierta de 1981 ganó la medalla de bronce en los 60 metros, con un tiempo de 5.77 segundos, tras el polaco Marian Woronin (oro con 5.65 segundos) y el también soviético Vladimir Muravyov.